# Tim Bridgman
Timothy „Tim” James Bridgman (ur. 24 maja 1985 roku w Harlow) – brytyjski kierowca wyścigowy.

## Kariera
Bridgman rozpoczął karierę w międzynarodowych wyścigach samochodowych w 2002 roku od startów w Brytyjskiej Formule Zip, gdzie dwukrotnie stawał na podium. Z dorobkiem 76 punktów został sklasyfikowany na siódmej pozycji w końcowej klasyfikacji kierowców. Rok później został mistrzem tej serii. W późniejszych latach Brytyjczyk pojawiał się także w stawce edycji zimowej Brytyjskiej Formuły Renault, Brytyjskiej Formuły BMW, Brytyjskiego Pucharu Porsche Carrera, Brytyjskiej Formuły 3, Atlantic Championship, Formuły Palmer Audi, Porsche Supercup oraz British GT Championship.